# Levi van Kempen
Levi van Kempen, né le 14 juin 1988 à Nieuwegein,, est un acteur, doubleur, chanteur et présentateur néerlandais.

## Filmographie

### Téléfilms
- 2004 : ff moeve (nl) : Goran Sybrinski
- 2004-2010 : ONM : Lars (2004)
- 2005 : Jardins secrets : Bart Jan
- 2009-2010 : Tien Torens Diep : Joep
- 2017 : Goede tijden, slechte tijden : Abel Bremer

### Cinéma
- 2005 : Allerzielen (nl) Boze Jongen
- 2010-2011 : Mega Mindy et le Cristal noir : Axel
- 2011 : Shadow et moi : Kai

## Discographie

### Comédies musicales
- 1999 : Elisabeth
- 2007 : Grease
- 2010 : Je Anne (nl)
- 2018 : All Stars

## Animation
- 2010 : Cluebie : Présentateur
- 2011 : Jonge Leeuwen : Présentateur
- 2012 : Generation XD : Présentateur
- 2013 : The Voice of Holland (Saison 4) : Présentateur